# Patricio Cueva
Patricio Cueva Jaramillo (Cuenca, 28 de diciembre de 1928 - 19 de mayo de 2010) fue un pintor y periodista ecuatoriano.
Cueva nació en Cuenca como uno de los siete hijos del renombrado político y profesor Carlos Cueva Tamariz (1898-1991) y de su esposa Rosa Esther Jaramillo Montesinos. Su hermano menor, Juan Cueva Jaramillo, es también político y diplomático.
Estuvo casado con la prima ballerina guayaquileña Noralma Vera con quién procreó tres hijos.
Estudió economía y ciencias políticas en París y Praga a finales de los años 1940 y luego se casó con la aclamada bailarina de ballet Noralma Vera. Trabajó en Cuba hasta 1968 como periodista en el diario Granma en donde conoció al entonces joven periodista Gabriel García Márquez.
Como pintor, los paisajes ecuatorianos son su tema más recurrente. Su última exposición fue en Quito, en el centro cultural de la Alliance Française en julio de 2007.
A pesar de su gran amistad, y trabajo en conjunto en la Galería Caspicara, con el pintor Eduardo Kingman y su hermano Nicolás, el trabajo de Cueva no fue influenciado por las manos expresionistas de Kingman.
Al momento de su muerte residió en Quito, Ecuador, de donde escribió semanalmente para el periódico La Hora.